# Музей африканского искусства имени Теодора Моно
Музей африканского искусства имени Теодора Моно (с декабря 2007 г.), фр. Musée Théodore Monod d’Art africain, в честь бывшего директора Института Чёрной Африки, французского натуралиста Т. Моно. Ранее музей назывался «Музей африканского искусства Фундаментального института Чёрной Африки». Находится в городе Дакар, столице Сенегала. Это один из старейших музеев искусства в Западной Африке. Значительное содействие музею оказал Леопольд Сенгор, первый президент Сенегала, автор доктрины «негритюда» (культурной исключительности африканской расы).
Музей является одним из зданий, где регулярно проходят выставки современных африканских художников «Дакарское биеннале».